# هومن ربیع‌زاده
هومن ربیع‌زاده (زادهٔ ۱ بهمن ۱۳۷۷) بازیکن فوتبال اهل ایران است که در پست مدافع برای تیم شمس آذر قزوین در لیگ برتر خلیج فارس بازی می‌کند.

## دوران باشگاهی
وی سابقه بازی برای تیم های سپیدرود رشت، مس رفسنجان‌ و شمس آذر قزوین را در سابقة کارنامهٔ خود نیز دارد.